# Conte Cathcart
Conte Cathcart è un titolo nobiliare inglese nella Parìa del Regno Unito.

## Storia

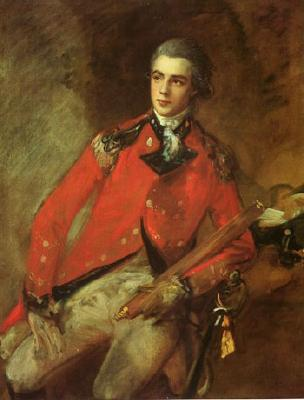
Il giovane William Cathcart,
I conte Cathcart

Il titolo venne creato nel 1814 per il militare e diplomatico William Cathcart, I visconte Cathcart. La famiglia Cathcart discende da sir Alan Cathcart, che tra il 1447 ed il 1460 venne elevato nella Parìa di Scozia come Lord Cathcart. Questi prestò servizio come Warden of the West Marches e Master of the Artillery. Un suo discendente, il III lord, venne ucciso nella Battaglia di Pinkie nel 1547 (suo padre Alan Cathcart, Master of Cathcart, fu uno dei nobili scozzesi uccisi nella Battaglia di Flodden nel 1513). Venne succeduto da suo figlio, il IV lord, il quale combatté nella Battaglia di Langside nel 1568 e fu Master of the Household sotto il regno di Giacomo VI. Un suo discendente, l'VIII lord, fu un noto militare della sua epoca sino  divenire maggiore generale e sedette nella camera dei lords dal 1734 al 1740. Nel 1740 lord Cathcart venne nominato comandante in capo delle forze britanniche in America, morendo ad ogni modo poco dopo a Dominica.
Venne succeduto da suo figlio, il IX lord, che fu tenente generale ed ambasciatore britannico in Russia. Dal 1752 al 1776 sedette alla camera dei lords. Suo figlio, il X lord, fu anch'egli militare e noto diplomatico servendo come suo padre come ambasciatore britannico in Russia. Dal 1788 al 1843 Lord Cathcart fu membro della camera dei lords. Nel 1807 venne creato Barone Greenock, di Greenock nella Contea di Renfrew, e Visconte Cathcart, di Cathcart nella Contea di Renfrew, e nel 1814 venne creato Conte Cathcart. Questi titoli vennero creati nella parìa del Regno Unito.
Venne succeduto dal secondogenito, primo tra i figli sopravvissutigli, il II conte. Come suo padre questi fu generale d'esercito e Governatore Generale del Canada dal 1846 al 1847. Alla sua morte i titoli passarono al suo secondogenito, primo tra i figli sopravvissutigli, il III conte. Questi fu Deputato Luogotenente del North Riding dello Yorkshire presidente della Royal Agricultural Society. Suo figlio, il IV cone, fu anch'egli Deputato Luogotenente del North Riding dello Yorkshire. Questi non si sposò mai e venne succeduto dal fratello minore, il V conte. Suo figlio, il VI conte, fu maggiore generale dell'esercito inglese e fu Deputato Speaker della camera dei lords dal 1976 al 1989. Attualmente i titoli sono passati al figlio di questi, il VII conte, succeduto al padre nel 1999, il quale fu tra l'altro uno dei novanta pari rimasti nella camera dei lords dopo l'House of Lords Act 1999, nei banchi dei conservatori. Egli è tra l'altro il capo del Clan Cathcart.
La sede della famiglia è Gateley Hall, presso Fakenham, nel Norfolk.

## Lords Cathcart (1460)
- Alan Cathcart, 1st Lord Cathcart (m. 1497)
  - Alan Cathcart, signore di Cathcart (m. prima del 1497)
- John Cathcart, II lord Cathcart (m. 1535)
  - Alan Cathcart, signore di Cathcart (m. 1513)
- Alan Cathcart, III lord Cathcart (m. 1547)
- Alan Cathcart, IV lord Cathcart (1537–1618)
  - Alan Cathcart, signore di Cathcart (1562–1602)
- Alan Cathcart, V lord Cathcart (1600–1628)
- Alan Cathcart, VI lord Cathcart (1628–1709)
- Alan Cathcart, VII lord Cathcart (1648–1732)
  - Allan Cathcart (m. 1699)
- Charles Cathcart, VIII lord Cathcart (1686–1740)
  - George Alan Cathcart (m. 1719)
  - John Cathcart (m. 1719)
- Charles Schaw Cathcart, IX lord Cathcart (1721–1776)
- William Schaw Cathcart, X lord Cathcart (1755–1843) (creato Visconte Cathcart nel 1807 e Conte Cathcart nel 1814)

## Conti Cathcart (1814)
- William Schaw Cathcart, I conte Cathcart (1755–1843)
  - William Cathcart, signore di Cathcart (1782–1804)
- Charles Murray Cathcart, II conte Cathcart (1783–1859)
  - Charles Cathcart (1824–1825)
- Alan Frederick Cathcart, III conte Cathcart (1828–1905)
- Alan Cathcart, IV conte Cathcart (1856–1911)
- George Cathcart, V conte Cathcart (1862–1927)
- Alan Cathcart, VI conte Cathcart (1919–1999)
- Charles Alan Andrew Cathcart, VII conte Cathcart (n. 1952)

L'erede apparente è il figlio dell'attuale detentore del titolo, Alan George Cathcart, lord Greenock (n. 1986)